# برايان جانسين
برايان جانسين (بالإنجليزية: Brian Janssen)‏ (10 أغسطس 1962 - ) هو ملاكم أسترالي، صنّف ضمن فئة وزن الويلتر والوزن المتوسط الخفيف ‏ ووزن خفيف الوسط ‏ ووزن الخفيف.

## إحصائيات
خاض خلال مسيرته 31 نزالا، تعادل في 2 .

## روابط خارجية
- برايان جانسين على موقع بوكس ريك (الإنجليزية) (registration required)